# Tachydromia meigenia
Tachydromia meigenia är en tvåvingeart som först beskrevs av Gimmerthal 1834.  Tachydromia meigenia ingår i släktet Tachydromia och familjen puckeldansflugor. Inga underarter finns listade i Catalogue of Life.